# Emma z Gurk
Emma z Gurk, niem. Hemma von Gurk (ur. ok. 980 w Karyntii w Austrii, zm. 27 lub 29 czerwca 1045 w Gurk) – założycielka domów zakonnych w Austrii, święta Kościoła katolickiego.

## Życiorys
Emma była córką Engelberta Peilensteina związanego z Ludolfingami, czyli tym samym z Henrykiem II późniejszym Królem Niemiec.
Emma wcześnie wyszła za mąż za hrabiego Wilhelma Friesach z którym miała dwóch synów. Hrabia Wilhelm był właścicielem kopalni złota i srebra w Friesach i Zeltschach w jednej z nich zginęli dwaj synowie Emmy i Wilhelma (Wilhelm i Hartwig) podczas buntu robotników, który powstał na skutek wcześniej wykonanego wyroku śmierci, podpisanego przez Wilhelma na jednym z robotników. Hrabia Wilhelm wyruszył ze swoim wojskiem w odwecie za śmierć synów, aby stłumić zbuntowanych robotników. Po pokonaniu robotników, skazał na śmierć (dzięki zabiegom Emmy) tylko przywódców, a sam wyruszył w szatach pokutnych do Rzymu, gdzie w drodze powrotnej zmarł.
Powołanie
Po tych wydarzeniach Emma postanowiła na zawsze oddać się Bogu. Zbudowała na cześć Matki Boskiej Bolesnej w dolinie Gurk żeński klasztor benedyktynek dla 70 zakonnic, a obok zbudowała drugi klasztor dla 20 mnichów na potrzeby odprawiania mszy świętych. Resztę swoich pieniędzy przeznaczyła na ufundowanie wielu kościołów, a sama wstąpiła do ufundowanego przez siebie klasztoru w Gurk, gdzie przeżyła jeszcze trzy lata na modlitwie.

## Kult

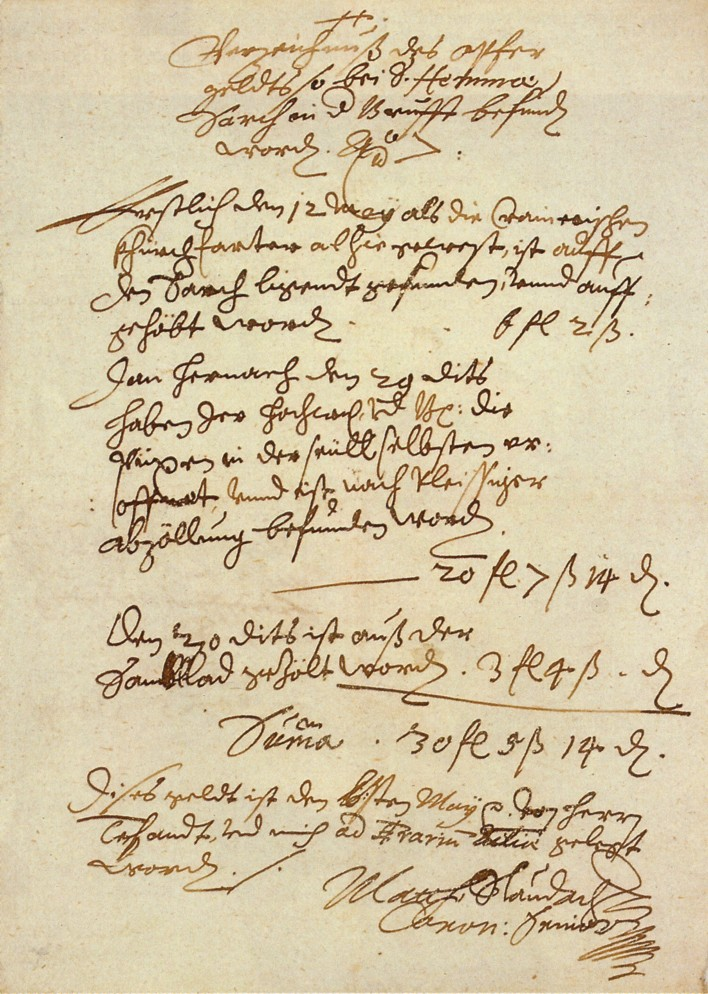
Pierwszy dokument potwierdzający przybycie pielgrzymki z Carniola w 1607 roku

Po śmierci przypisywano jej wiele uzdrowień, przybywało wiele pielgrzymek do grobu. W 1174 roku jej szczątki zostały przeniesione do nowej krypty (powstałej w XII wieku) w Gurk, gdzie relikwie przechowywane są do dziś.
W 1988 roku przy jej krypcie modlił się Jan Paweł II oraz odprawił w katedrze Mszę Świętą, w której uczestniczyło 80 000 wiernych.
Beatyfikacja i kanonizacja
Emma z Gurk została beatyfikowana na początku 1287 roku, przez Honoriusza IV.
Jej proces kanonizacyjny rozpoczął się w 1466 roku, ale dopiero 5 stycznia 1938 została kanonizowana przez papieża Piusa XI.
Patronat
Emma z Gurk przywoływana jest w trudnych chwilach, głównie w czasie ciąży i w chorobach oczu. Jest patronką diecezji Gurk.
Dzień obchodów
Wspomnienie liturgiczne w Kościele katolickim obchodzone jest 29 czerwca, natomiast w Niemczech i Słowenii – 27 czerwca.